# U-796
U-796 je bila nedokončana vojaška podmornica nemške Kriegsmarine med drugo svetovno vojno.

## Zgodovina
Gradnjo podmornice so naročili 14. decembra 1943, na kar se je gradnja pričela že 27. decembra istega leta. 27. marca 1944 pa so gradnjo preklicali.